# Out Campaign

lletra A escarlata

Out Campaign, (terme derivat de l'anglès Outing, en el sentit de "Campanya per donar-se a conèixer"), és la denominació d'una campanya promocional empresa el 2007 en mitjans de comunicació i suports publicitaris de diversos països en suport del lliure pensament i l'ateisme, organitzada per iniciativa de Richard Dawkins. Inspirada en l'èxit d'iniciatives i tècniques promocionals adoptades per col·lectius a favor de l'homosexualitat, la Out Campaign és un intent per destacar una imatge positiva de l'ateisme, alhora que proveint un mitjà pel qual els ateus poden identificar-se els uns als altres, adoptant com a emblema una lletra A de color vermell, en referència a l'emblema de la "lletra escarlata", una manera irònica de denúncia de l'estigma social que en alguns llocs té l'ateisme.

## Història
Dawkins, un dels proponents de la campanya, va suggerir que el Moviment gai, moviment pels drets dels homosexuals, amb la seva tàctica reivindicativa de sortir de l'armari havia estat una de les fonts d'inspiració per a la campanya. No obstant això, la campanya encoratja únicament, a visibilitzar les conviccions atees pròpies, i no les de terceres persones, instant per tant a:
- "Cerca als altres" i conversar amb ells sobre ateisme i ajudar a difondre una visió positiva de l'ateisme.
- "Expressar" les seves pròpies creences i valors sense sentir-se intimidat, d'aquesta manera ajudant a la gent a reconèixer que els ateus no s'ajusten a un estereotip i són un grup molt divers.
- Promoure la idea que la religió s'ha de mantenir fora dels col·legis públics i del govern, i que els interessos religiosos de tercers puguin exercir coacció sobre la llibertat d'expressió dels no-creients.
- "Fer un pas endavant" i fer-se visible a la seva comunitat.

La campanya va fer roba esportiva discreta. El tema general és la lletra "A" Escarlata i la paraula "OUT" que normalment van aïllades tipogràficament de la resta de la frase. No s'esmenta obertament l'ateisme excepte mitjançant l'ús dels símbols. La "A" Escarlata és un dels símbols de l'ateisme més populars en Internet. Encara que la campanya no té com a objectiu cap religió específica, sinó al teisme en general.